# Katsuura
Katsuura (勝浦市, Katsuura-shi) är en stad i den japanska prefekturen Chiba på den östra delen av ön Honshu. Den har cirka 20 000 invånare. Staden är belägen vid Stilla havskusten på den östra delen av Bosohalvön, och är en av de yttre delarna av Tokyos storstadsområde. Katsuura fick stadsrättigheter 1 oktober 1958.